# Landulf VI

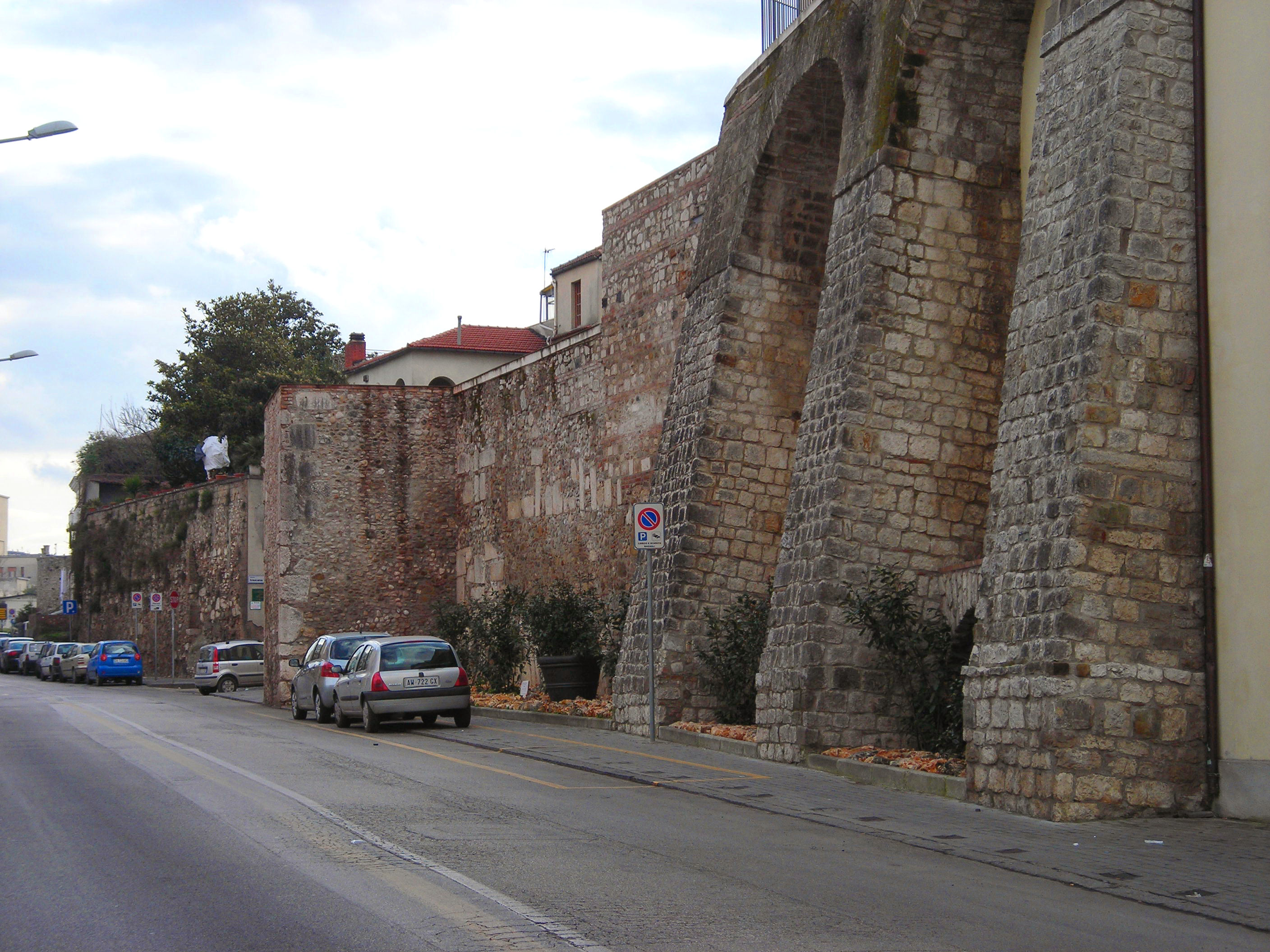
Stadsmuren van Benevento uit de Longobardische periode

Landulf VI ( - 7 november 1077) was vorst van het prinsdom Benevento in Zuid-Italië. Hij was de laatste prins van Benevento en, in het algemeen, de laatste Longobardische vorst in de Italiaanse geschiedenis.

## Vorstendom
- Co-prins van Benevento (1038-1051) samen met zijn vader Pandulf III
- Co-prins van Benevento (1054-1074) samen met zijn vader Pandulf III (1054-1060) en met zijn zoon Pandulf IV (1056-1074)
- Prins van Benevento (1074-1077).

## Levensloop

### Co-prins met zijn vader
Landulf VI was het enige kind van Pandulf III en Altruda. Tijdens de regering van zijn vader, prins Pandulf III, geraakte het prinsdom Benevento geïsoleerd van zijn buren. Het vorstendom Salerno veroverde het prinsdom Capua. Salerno en Capua waren de twee andere Longobardische vorstendommen in Zuid-Italië. Landulf VI werd co-prins samen met zijn vader, die zich in zijn paleis terugtrok. Er volgde een samenzwering binnen de paleismuren van Benevento. Het waren verwanten van Landulf VI en Longobardische edelen; zij werden verbannen uit Benevento (1041). 
In 1047 trok keizer Hendrik III van het Heilige Roomse Rijk met zijn troepen door Zuid-Italië, om zijn heerschappij duidelijk te stellen. Keizerin Agnes van Poitou  was mee in Zuid-Italië, om op bedevaart naar Gargano te gaan. Ze werd verwelkomd bij de prinsen van Benevento, maar voor de keizer bleven de poorten dicht.  Woedend belegerde de keizer Benevento doch zonder succes. Hij liet de paus Landulf VI en zijn vader excommuniceren. Hierdoor zaten Landulf VI en zijn vader in oorlog met iedereen in Zuid-Italië: de Duitse keizer, de paus, de Byzantijnen, de Normandiërs, hun Longobardische neven in de andere twee prinsdommen en de voormalige samenzweerders die in ballingschap leefden. 
Paus Leo IX eiste in 1050 gastvrijheid nadat hij op bedevaart geweest was naar Gargano. Pandulf III en Landulf VI hielden de stadspoorten gesloten. De paus eiste dat de stedelingen de beide prinsen zou verjagen, aangezien ze nog altijd geëxcommuniceerd waren en dus buiten de Roomse Kerk leefden. Benevento verjoeg zijn beide prinsen (1050) en bood het gezag aan aan paus Leo IX in Rome op 1051. In ruil beloofde Leo IX aan de stedelingen dat hij hen ging beschermen tegen de Normandiërs. De stad werd overgedragen aan Humbertus van Silva Candida, de afgezant van de paus. Op 5 juli 1051 deed Leo IX zelf zijn plechtige intrede in Benevento. De Normandiërs namen het prinsdom Benevento meer en meer in hun greep, zeker nadat paus Leo IX terug naar Rome gereisd was. De keizer erkende de paus als heerser van Benevento, hoewel het onduidelijk was of dit sloeg op de stad Benevento of het prinsdom Benevento. De feitelijke heersers in het prinsdom waren alleszins de Normandische veldheren, onder leiding van Robert Guiscard.
De ambitieuze paus Leo IX zag voor zichzelf al heel Zuid-Italië in zijn bezit. De Normandiërs brachten de paus en zijn bondgenoten een zware nederlaag toe in de Slag bij Civitate (1053). De Normandiër Humfredo en zijn mannen arresteerden Leo IX en sloten hem op in “zijn” stad Benevento, van juni 1053 tot maart 1054. Dan keerde Leo IX naar Rome terug. 
In 1054 riepen de stedelingen in Benevento vader Pandulf III en Landulf VI terug. Zij werden opnieuw geïnstalleerd als co-prinsen, doch ditmaal als vazal van de paus. Dit beperkte hun politieke macht aanzienlijk.

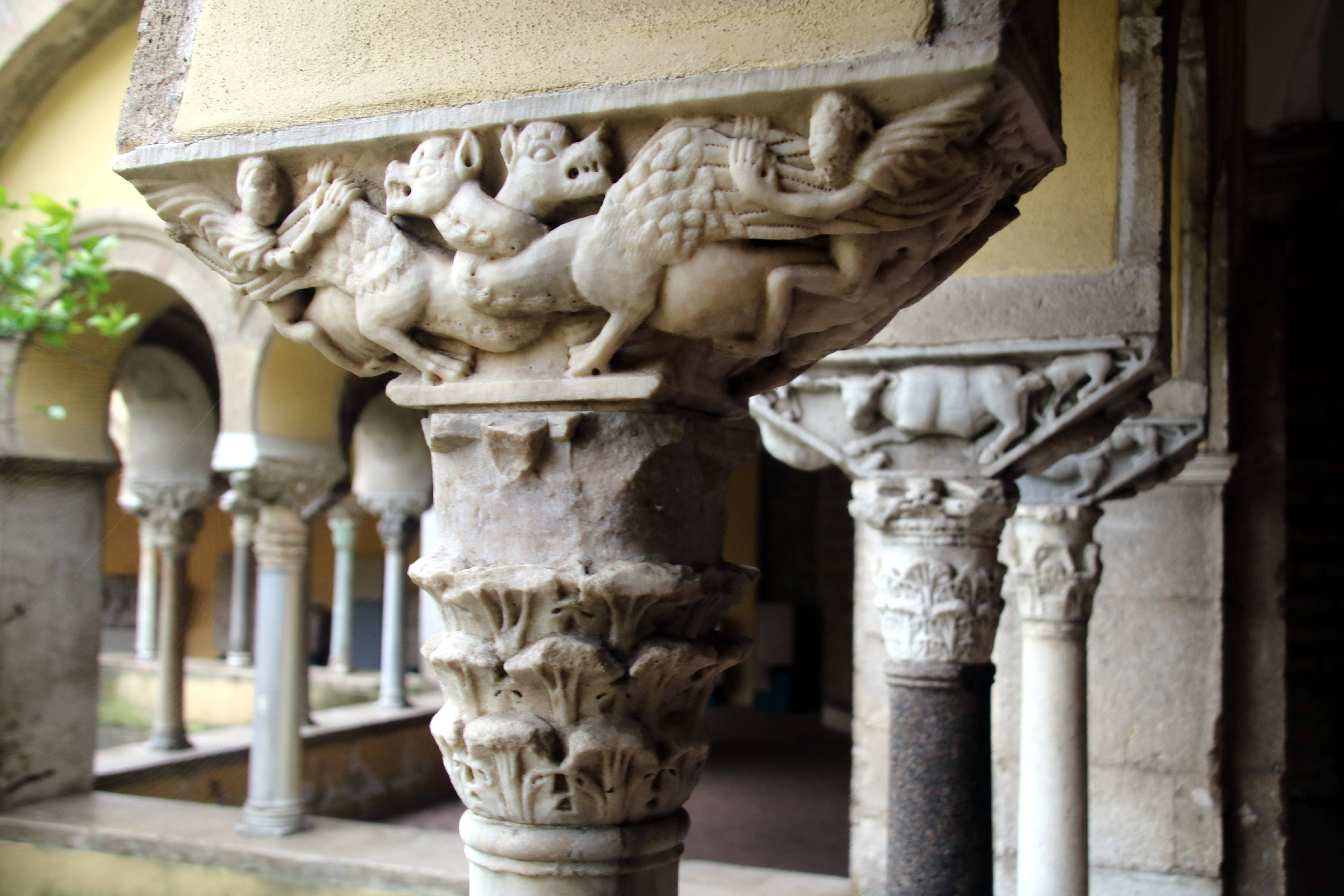
Klooster Santa Sofia in Benevento. Hier trok vader Pandulf III zich terug.

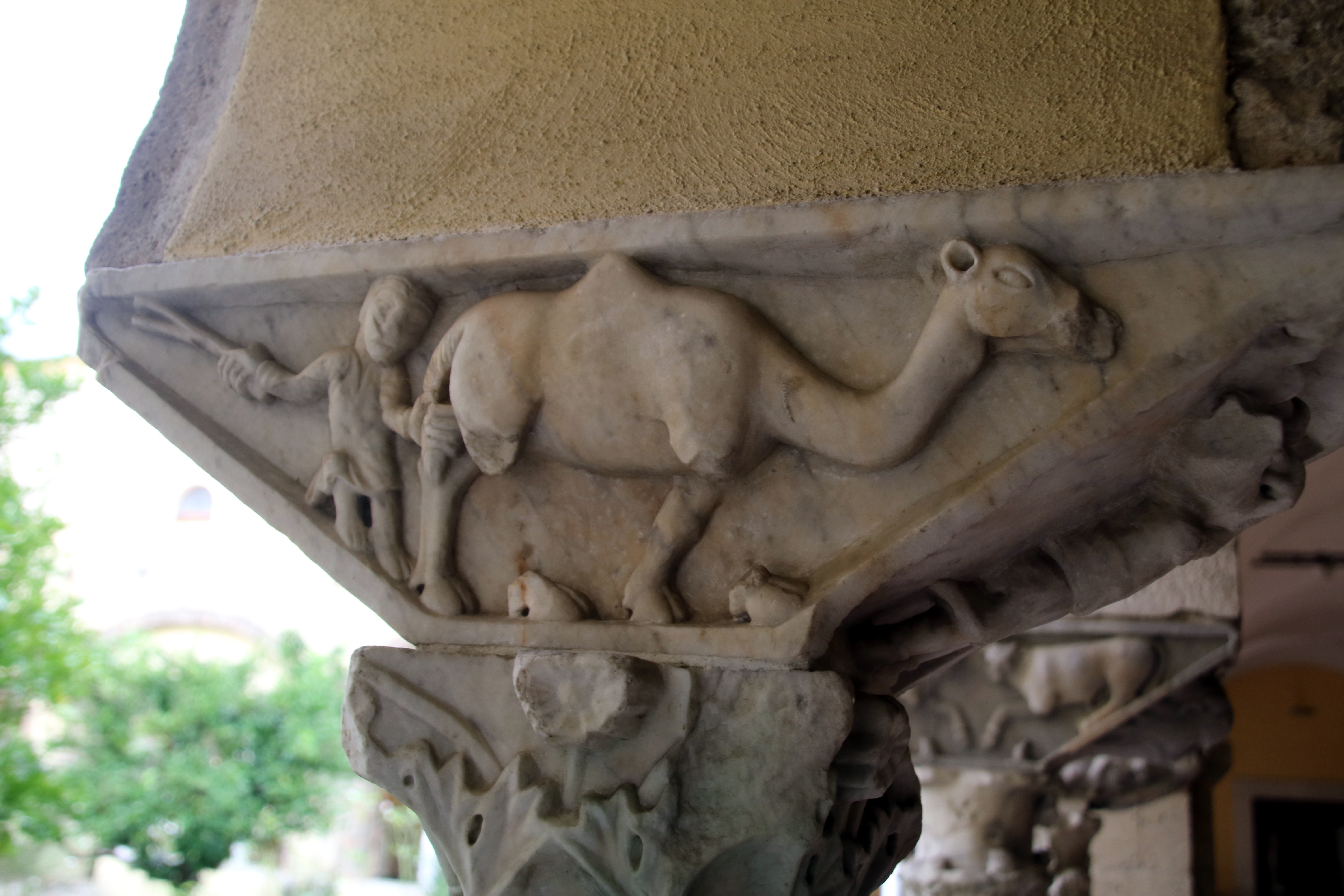
kloostergang

### Co-prins met zijn vader en zijn zoon
In 1056 werd Pandulf IV, Landulfs zoon, de derde co-prins. Dit leek op het eerste zicht een teken van dynastieke hervatting. Doch op het terrein heerste de militaire overmacht van de Normandiërs, alsook de politieke druk van de paus. De regering van de drie co-prinsen duurde niet lang, want vader Pandulf III deed in 1059 troonsafstand, werd monnik en trok zich terug in het klooster Santa Sofia in Benevento, waar hij een jaar later stierf. In dit klooster waren leden van het vorstenhuis begraven. Dat Pandulf III juist hier monnik werd tussen de grafmonumenten van zijn voorvaderen, was voor kroniekschrijvers een teken dat het vorstenhuis op zijn laatste benen liep.

### Co-prins met zijn zoon
Vanaf 1060 regeerde Landulf VI enkel met zijn zoon Pandulf IV. Pandulf IV was zijn enig kind die hij had in het huwelijk met prinses Altruda.
In 1073 legden de beide prinsen de eed van trouw af aan de nieuw verkozen paus Gregorius VII. Meer nog, onder druk van de paus, schonk Landulf VI de stadsadel van Benevento talrijke privilegies. Wanneer Gregorius VII in Benevento verbleef, eiste hij Landulfs paleis op als zijn eigen paleis. De macht van Landulf VI (en zijn zoon) stelde niets meer voor.
Zoon Pandulf IV sneuvelde tijdens een gevecht met de Normandiërs in Montesarchio, nabij Benevento (1074). 

### Prins
Van prins Landulf VI werd na de dood van zijn zoon niets meer gehoord. Het enige wat kroniekschrijvers nog vermeldden, was zijn sterfdatum: 27 november 1077. 
Met de dood van Landulf VI stierf de Longobardische dynastie van Benevento uit. Een pauselijke baljuw nam het bestuur van de stad Benevento over. De Normandiërs controleerden al het overige in het prinsdom Benevento.
De andere twee vorstendommen der Longobarden, Capua en Salerno, waren al in handen van de Normandiërs gevallen respectievelijk in 1062 en mei 1077; dit betekende dat de troon van Benevento niet meer voor deze Longobardische verwanten kon zijn. Daardoor kwam, met de dood van Landulf VI (november 1077), een eind aan vijf eeuwen Longobardisch bestuur in Longobardia minor of Zuid-Lombardije, alsook algeheel van het Longobardische Rijk in Italië. 